# Sonja Dragomirova
Sonja Dragomirova, coniugata Filipova (in bulgaro Соня Драгомирова-Филипова?; Pernik, 7 settembre 1961), è un'ex cestista bulgara.

## Carriera
Con la Bulgaria ha disputato i Giochi olimpici di Seul 1988, due edizioni dei Campionati mondiali (1986, 1990) e tre dei Campionati europei (1987, 1991, 1993).